# Jacob van Bunnik
Jacob van Bunnik (Utrecht, ca. 1655 - aldaar, 1725) was een Nederlands kunstschilder uit de Gouden Eeuw die gespecialiseerd was in veldslagen. Hij was de broer van Jan van Bunnik.

## Biografie
Volgens Houbraken vergezelde hij zijn broer Jan bij zijn reis naar Italië. Hij reisde zo ook samen met de schilder Jacob-Ferdinand Voet. Verder reisde Van Bunnik langs Straatsburg, Heidelberg, Speyer, Frankfurt am Main en Zürich. Bij zijn reis van Turijn naar Lyon ontmoette hij onder andere Adriaen van der Kabel, Pieter van Bloemen en Gillis Weenix.
Bij zijn terugkeer naar Utrecht werd hij genomineerd als diaken van de plaatselijke Sint-Lucasgilde in 1686 en 1688.